# ジェーン&バートン
ジェーン&バートン（Jane&Barton）はイギリスの音楽グループである。 
マンチェスターを中心に活動。ダンストラックの制作などを手掛けるプロデューサー兼コンポーザーを務めるエドワード・バートンと女性ヴォーカルのジェーンのユニット。
1983年にCherry Redレーベルから出た「イッツ・ア・ファイン・デイ」が日本でCMのBGMに用いられ、注目された。

## アルバム
- IT'S A FINE DAY (1985)　日本盤(VAP 35502-20)